# Siège d'Érsekújvár (1685)
 (signalé en juillet 2025).
Si vous disposez d'ouvrages ou d'articles de référence ou si vous connaissez des sites web de qualité traitant du thème abordé ici, merci de compléter l'article en donnant les références utiles à sa vérifiabilité et en les liant à la section « Notes et références ».
- Archive Wikiwix
- Bing
- Cairn
- DuckDuckGo
- E. Universalis
- Gallica
- Google
- G. Books
- G. News
- G. Scholar
- Persée
- Qwant
- (zh) Baidu
- (ru) Yandex
- (wd) trouver des œuvres sur Wikidata

Grande guerre turque
Batailles
- Vienne
- Párkány
- Vác
- Buda (1)
- Érsekújvár
- Eperjes (en)
- Kassa
- Buda (2)
- Pécs
- Mohács
- Crimée (1)
- Belgrade (1)
- Batočina (en)
- Crimée (2)
- Niš
- Zărnești
- Kačanik
- Mytilène (en)
- Belgrade (2)
- Slankamen
- Belgrade (3)
- Îles Inousses
- Chios
- Zeytinburnu
- Azov
- Lugos
- Andros (1)
- Ulaş
- Cenei (en)
- Andros (2) (en)
- Zenta
- Podhajce
- Samothrace

Le siège d'Érsekújvár (en turc : Uyvar ; en allemand : Neuhäusel) est un siège de la ville d'Érsekújvár (aujourd'hui Nové Zámky en Slovaquie), capitale du pachalik d'Uyvar, une des provinces hongroises sous domination ottomane. Il s'étale du 7 juillet au 17 août 1685 durant la grande guerre turque. Il oppose l'armée assiégeante du Saint-Empire romain germanique à la garnison ottomane de la ville. Le commandant autrichien, Aeneas Sylvius de Caprara, prend la ville et obtient la reddition de la garnison le 17 août.

## Source
- (en) Cet article est partiellement ou en totalité issu de l’article de Wikipédia en anglais intitulé « Siege of Érsekújvár (1685) » (voir la liste des auteurs).